# Campeonato Sudamericano y Centroamericano de Balonmano Femenino de 2018
El I Campeonato Sur-Centroamericano de Balonmano Femenino  se celebró en la ciudad de Maceio, Capital del estado de Alagoas Brasil entre el 29 de noviembre y el 4 de diciembre de 2018 bajo la organización de la Federación Internacional de Handball. Entregó 2 plazas para el mundial de Balonmano Femenino 2019.

## Grupo Único
| Equipo    | PTS | J | G | E | P | GF  | GC  | DG  |
| --------- | --- | - | - | - | - | --- | --- | --- |
| Brasil    | 8   | 4 | 4 | 0 | 0 | 131 | 54  | +77 |
| Argentina | 6   | 4 | 3 | 0 | 1 | 108 | 92  | +16 |
| Paraguay  | 2   | 4 | 1 | 0 | 3 | 97  | 116 | -19 |
| Chile     | 2   | 4 | 1 | 0 | 3 | 71  | 116 | -45 |
| Uruguay   | 2   | 4 | 1 | 0 | 3 | 80  | 109 | -29 |

### Resultados
| Fecha      | Hora  | Partido³  | Partido³ | Partido³  | Resultado |
| ---------- | ----- | --------- | -------- | --------- | --------- |
| 29.11.2018 | 17:00 | Argentina | -        | Paraguay  | 28-26     |
| 29.11.2018 | 19:00 | Chile     | -        | Uruguay   | 24-19     |
| 30.11.2018 | 17:00 | Chile     | -        | Paraguay  | 21-28     |
| 30.11.2018 | 19:00 | Uruguay   | -        | Brasil    | 9-28      |
| 1.12.2018  | 17:00 | Uruguay   | -        | Argentina | 25-31     |
| 1.12.2018  | 19:00 | Brasil    | -        | Chile     | 39-9      |
| 3.12.2018  | 17:00 | Argentina | -        | Chile     | 30-17     |
| 3.12.2018  | 19:00 | Paraguay  | -        | Brasil    | 17-40     |
| 4.12.2018  | 17:00 | Paraguay  | -        | Uruguay   | 26-27     |
| 4.12.2018  | 19:00 | Brasil    | -        | Argentina | 24-19     |

| Bandera de Brasil |
| Campeón           |
| Brasil 1° título  |

## Clasificación general
| 1. Brasil    |
| 2. Argentina |
| 3. Paraguay  |
| 4. Chile     |
| 5. Uruguay   |

## Clasificados al Mundial 2019
| Bandera de Brasil | Bandera de Argentina |
| Brasil            | Argentina            |
| ----------------- | -------------------- |